# (6436) Coco
(6436) Coco est un astéroïde de la ceinture principale, de 3,987 km de diamètre.

## Description
(6436) Coco est un astéroïde de la ceinture principale. Il fut découvert par Carolyn S. Shoemaker le 13 mai 1985 à l'observatoire Palomar. Il présente une orbite caractérisée par un demi-grand axe de 2,23 UA, une excentricité de 0,091 et une inclinaison de 3,42° par rapport à l'écliptique.
Il fut nommé en hommage à Mark et Colleen Coco et leurs enfants Kymberly, Jennifer, Lisa et Travis. A Mark pour ses articles sur l'astronomie.

## Compléments